# Николичевци
Николичевци е село в Западна България. То се намира в община Кюстендил, област Кюстендил.

## География
Село Николичевци се намира в Кюстендилската котловина, северно от град Кюстендил, в югозападните поли на хълма Спасовица, по левия бряг на река Бистрица, на шосето между Копиловци и Кюстендил.
Махали: Долна, Средна и Горна.
Климат: умерен, преходно континентален.
През годините селото принадлежи към следните административно-териториални единици: община Кюстендил (1949 – 1958), община Жиленци (1958 – 1959), община Соволяно (1959 – 1978), община Драговищица (1978 – 1987) и Община Кюстендил (от 1987 г.). 
От 1970 г. до 1990 г. е квартал на село Скриняно.

## Население
| Година    | 1866 | 1880 | 1900 | 1920 | 1926 | 1934 | 1946 | 1956 | 2010 |
| Население | 139  | 194  | 296  | 346  | 389  | 384  | 439  | 513  | 426  |

## История
Няма запазени писмени данни за времето на възникване на селото. Останките от тракийско, антично и средновековно селище и средновековна църква в селското землище свидетелстват, че района е населяван от дълбока древност.
Село Николичевци е старо средновековно селище, възникнало вероятно около Х век. На 28 юли 1330 г. в околностите му става Велбъждската битка между българската войска, водена от цар Михаил III Шишман Асен (1323 – 1330) и войската на Сръбското кралство, предвождана от крал Стефан Урош III Дечански (1321 – 1331). В тази битка българите претърпяват тежко поражение, а българския цар е тежко ранен и три дни по късно умира.
Селото е регистрирано в турски данъчни регистри като Николич, Горно Николичево и Николичево (1570), Горна Николина, Горно Николене, Горно Николиче (1576). В руска триверстова карта от 1878 г. е записано като Никуличевци.
През 1866 г. селото има 20 домакинства със 139 жители. Преди Освобождението селската земя е владение на осем турци-чифликчии: Дестан Дреник, Шаамед ефенди, Тиро Мустафа, Мустафа Шишко, Молла Мехмед, Молла Куртиш, Мехмед ефенди и Молла Осман. След Руско-турската война (1877 – 78) всички турци се изселили в гр. Бурса, Мала Азия. Чифлишките земи били изкупени от местното население и от пришълци от Кюстендилското Краище.
В края на ХІХ век Николичевци има 4033 дка землище, от които 3021 дка ниви, 152 дка естествени ливади, 370 дка овощни и зеленчукови градини, 240 дка лозя, 250 дка мера и др. и се отглеждат 317 овце, 162 говеда и 39 коня. Основен поминък на населението са земеделие, овощарство, скотовъдство и домашни занаяти.
През 1921 г. е основано читалище „Спасовица“, в сградата на училището-стара турска стражева кула. През 1923 г. е създаден воден синдикат „Бистрица“, който решава въпросите с напояването на землището на селото. През 1933 г. – Кредитна кооперация „Самопомощ“. Построена е нова училищна сграда (1947). През 1954 г. в землището на селото започва разработка на лигнитни въглища.
През 1956 г. се създава ТКЗС „Бистрица“, което от 1968 г. преминава към Института по овощарство – гр. Кюстендил
По време на втората фаза на Втората световна война, в състава на Тринадесети пехотен рилски полк, при боевете за Страцин са загинали трима жители на Николичевци: Васил Ненков Петрунов-учител, Георги Велинов Стоянов и Николай Илиев Иванов.
Селото е електрифицирано преди 1944 г. и водоснабдено 1965 – 1970. Построени са много нови къщи. Главната улица е асфалтирана, а селото – благоустроено.
В началото на XXI век в резултат на промените в страната след 1989 г. и засилената миграция населението намалява. Перспективите за развитие на селото са свързани с овощарството и развитието на селски, културен и църковен туризъм.

## Исторически, културни и природни забележителности
- Средновековна църква „Свето Възнесение Господне“ (1330 – 1331), известна още като „Свети Спас“ и „Спасовица“. Развалините на църквата се намират на върха на хълма „Спасовица“. Издигната е в чест на победата на сърбите в битката при Велбъжд. Църквата е запазена до 1913 г., когато е разрушена от българската армия.
- Езерото – водоем, заобиколен с тръстика на около 400 метра южно от селото. Това е наводнен с извираща вода изкоп на изоставен открит рудник. Посещава се от любители на риболова.

## Религии
Село Николичевци принадлежи в църковно-административно отношение към Софийска епархия, архиерейско наместничество Кюстендил. Населението изповядва източното православие. Нов храм „Възнесение Господне“.

## Обществени институции
- Кметство Николичевци.
- Читалище „Спасовица“ – действащо читалище, пререгистрирано под номер 3381 в Министерство на културата на Република България през 2008 г. В действителност читалище „Спасовица“ е създадено през 1921 г.

## Личности
Стоян Ненков Петрунов /роден 1925 г. в с. Николичевци / агроном-селекционер, създава първия български ябълков сорт „Стоянова красавица“, дюля „Албена“ и други ябълкови сортове. Дългогодишен специалист в Института по овощарство – Кюстендил
Христо Тодоров Брестнички (1880 – 1964), агроном – завършва Висше земеделско училище в Лайпциг и специализация в няколко европейски страни. През 1921 г. създава в с. Николичевци на площ 45 декара овощен разсадник и модерно за времето плодохранилище. За представен овощен посадъчен материал на първия български мострен панаир в Горна Оряховица /1925/ е награден със златен медал. Автор на „Упътване за основаване и ръководене на скотовъдни сдружения“.